# Linia kolejowa Myszyniec – Kolno
Linia kolejowa Myszyniec – Kolno – zlikwidowana w 1973 roku wąskotorowa linia kolejowa łącząca stację Myszyniec ze stacją Kolno.

## Historia
Linia została otwarta w 1915 roku. Rozstaw szyn wynosił 600 mm. W 1945 roku nastąpiło zerwanie mostu na odcinku Turośl – Trzcińskie Kurpiowskie, przez co linia stała się nieprzejezdna. Most odbudowano jeszcze przed 1950 rokiem. W 1973 nastąpiło zamknięcie dla ruchu pasażerskiego i towarowego i jeszcze w tym samym roku fizyczna likwidacja linii kolejowej.